# Aclemmysa solarii
Aclemmysa solarii es una especie de coleóptero de la familia Endomychidae.

## Distribución geográfica
Habita en Italia.